# Dakota (popor)
Dakota ([daˈkˣota], în limba dakota⁠(d): Dakȟóta/Dakhóta) sunt un popor amerindian. Parte a Primelor Națiuni din America de Nord, acesta cuprinde două dintre cele trei subculturi principale ale poporului Sioux, fiind de obicei împărțite în Dakota de Est și Dakota de Vest .
Grupurile sau „subtriburile” din Dakota de Est sunt Bdewákaŋthuŋwaŋ, Waȟpéthuŋwaŋ, Waȟpékhute și Sisíthuŋwaŋ, denumite uneori Santee (Isáŋyathi sau Isáŋ-athi). Acestea sunt situate în estul statelor Dakota⁠(d), centrul Minnesotei și în nordul statului Iowa. 
Yankton și Yanktonai (Iháŋktȟuŋwaŋ și Iháŋktȟuŋwaŋna) sunt situate în Dakota de Vest, în regiunea superioară a râului Missouri. Yankton-Yanktonai sunt denumite în mod colectiv și prin endonimul Wičhíyena. În trecut, Dakota de Vest a fost clasificată în mod eronat ca Nakota⁠(d), un grup de amerindieni Sioux stabiliți mai spre vest. Aceștia din urmă se află acum în Montana și în teritorii din Canada, unde sunt cunoscuți sub numele de Stoney⁠(d).

## Denumirea
Cuvântul Dakota înseamnă „aliat” în limba dakota, iar autonimele lor includ Ikčé Wičhášta („popor indian”) și Dakhóta Oyáte („popor Dakota”).

## Grupuri etnice
Dakota de Est și de Vest sunt două dintre cele trei grupuri care alcătuiesc națiunea Sioux (denumită uneori și Dakota), al treilea grup fiind Lakota (Thítȟuŋwaŋ sau Teton). Dialectele celor trei triburi sunt asemănătoare și există o inteligibilitate mutuală. Limba comună este denumită dakota-lakota sau limba sioux⁠(d).
Poporul Dakota include următoarele triburi:
- Santee (Dakota de Est) (Isáŋyathi, în română „tabăra cuțitelor”[6])
  - Mdewakanton⁠(d) (Bdewékhaŋthuŋwaŋ, în română „oamenii lacului mistic”[6])
    - Personalități: căpetenia Little Crow⁠(d)

  - Sisseton (Sisíthuŋwaŋ, în română „sat de mlaștină/lac/solzi de pește”[6])
  - Wahpekute (Waȟpékhute, „Arcașii frunzelor”)
    - Personalități: Inkpaduta⁠(d)

  - Wahpeton (Waȟpéthuŋwaŋ, „Satul frunzelor”)
- Yankton-Yanktonai (Dakota de Vest) (Wičhíyena)
  - Yankton (Iháŋkthuŋwaŋ)
  - Yanktonai (Iháŋkthuŋwaŋna)
    - Upper Yanktonai
    - Húŋkpathina sau Lower Yanktonai[7]